# Premio Frignano
Il premio Frignano è un premio letterario istituito nel 1959, che dal 2001 ha assunto cadenza annuale.
Viene promosso dal Comune di Pievepelago e dall'Accademia del Frignano "Lo Scoltenna", con il contributo della Fondazione Cassa di Risparmio di Modena ed il patrocinio di Regione Emilia-Romagna, Provincia di Modena e comuni di Riolunato e Fiumalbo.
Dal 2005 al 2012 è stato riconosciuto annualmente con la medaglia per la cultura del presidente della Repubblica, nel 2013 ha ricevuto l'adesione del Presidente.
Il premio è riservato ad opere narrative di autori italiani viventi, edite dal maggio dell'anno precedente allo stesso mese dell'anno di edizione (per informazioni dettagliate sul periodo di edizione si legga il bando sul sito del premio).
Si articola in due sezioni:
- premio "Frignano", destinato a opere narrative di autori italiani viventi
- premio "Frignano ragazzi", riservato a opere di narrativa per ragazzi

La premiazione si tiene a Pievepelago, Modena, generalmente nel sabato successivo a ferragosto.
Nei mesi estivi sono numerosi, nella stessa località, gli eventi collaterali al premio.
Tra i vincitori delle passate edizioni si ricordano in particolare Arrigo Levi, Alberto Bevilacqua, Ugo Cornia e Paolo Giordano, Vinicio Capossela.